# Иванов, Владимир (легкоатлет)
Владимир Василев Иванов (болг. Владимир Василев Иванов; 23 апреля 1955, София, Болгария — 26 ноября 2020, София, Болгария) — болгарский легкоатлет, специалист по бегу на короткие дистанции. Выступал за сборную Болгарии по лёгкой атлетике в конце 1970-х — начале 1980-х годов, победитель и призёр стартов международного значения, чемпион Балкан, действующий рекордсмен страны в эстафете 4 × 100 метров, участник летних Олимпийских игр в Москве.

## Биография
Владимир Иванов родился 23 апреля 1955 года в Софии, Болгария.
Первого серьёзного успеха на международном уровне добился в сезоне 1978 года, когда вошёл в состав болгарской сборной и выступил на соревнованиях в Салониках, где превзошёл всех соперников в зачёте бага на 200 метров. Позднее принимал участие в чемпионате Европы в Праге — в дисциплине 200 метров занял восьмое место, тогда как в эстафете 4 × 100 метров не смог преодолеть предварительный квалификационный этап. Также в этом сезоне выиграл 200 метров на турнире в Мехико и установил при этом рекорд страны — 20,74.
В 1980 году бежал 400 метров на чемпионате Европы в помещении в Зиндельфингене, в финал не вышел. Благодаря череде успешных выступлений удостоился права защищать честь страны на летних Олимпийских играх в Москве — в программе 200 метров остановился на стадии четвертьфиналов, в эстафете 4 × 100 метров вместе с соотечественниками Павлом Павловым, Ивайло Каранётовым и Петром Петровым занял итоговое шестое место, установив ныне действующий национальный рекорд Болгарии в данной дисциплине — 38,99.
В 1982 году среди прочего отметился победой в беге на 200 метров на чемпионате Балкан в Бухаресте.
После завершения спортивной карьеры работал учителем физического воспитания.
Был женат на болгарской бегунье Лиляне Ивановой (Панайотовой), участнице двух Олимпийских игр. Их дочь Нора Иванова пошла по стопам родителей, выступала в спринте за сборные Болгарии, Турции и Австрии.
Умер из-за осложнений после COVID-19 26 ноября 2020 года в Софии в возрасте 65 лет. Похоронен на Центральном кладбище.